# Марк Мингел
Марк Мингел (шп. Marc Minguell; Барселона, 14. септембар 1985) је шпански ватерполиста. Тренутно наступа за Барселонету. Игра на позицији центра.
Са репрезентацијом Шпаније је освојио сребрну медаљу на Светском првентву 2009. у Риму, бронзану медаљу на Светском првентву 2007. у Мелбурну и бронзану медаљу на Европском првенству у ватерполу 2006. у Београду.